# Ruchberg
Ruchberg ist ein mit Verordnung des Regierungspräsidiums Tübingen vom 11. Mai 1992 ausgewiesenes Naturschutzgebiet mit der Nummer 4.201.

## Lage
Das Naturschutzgebiet befindet sich im Naturraum Mittlere Kuppenalb. Es liegt auf der Hochfläche der Schwäbischen Alb etwa 300 Meter westlich des Ortsteils Willmandingen der Gemeinde Sonnenbühl. Es ist sowohl Teil des FFH-Gebiets Nr. 7620-343 Albtrauf zwischen Mössingen und Gönningen als auch des Vogelschutzgebiets Nr. 7422-441 Mittlere Schwäbische Alb.

## Schutzzweck
Laut Verordnung ist der wesentliche Schutzzweck die Erhaltung, Pflege und Weiterentwicklung einer für die Landschaft der Schwäbischen Alb typischen Bergkuppe. Insbesondere geschützt werden sollen die hinsichtlich Pflanzen- und Tierwelt hochwertige, das Landschaftsbild prägende Wacholderheide sowie die umgebenden Wiesenflächen als ökologischer Ausgleichsraum inmitten der Feldflur.

## Flora und Fauna
Im Halbtrockenrasen der Wacholderheide sind u. a. vorhanden: Alpen-Rippau, Wohlriechende Händelwurz und Fliegen-Ragwurz. In den Waldrandbereichen wachsen die Orchideenarten Braunrote Stendelwurz und Breitblättrige Stendelwurz. In den einmähdigen Wiesen am Ruchberg findet die gefährdete Wachtel beste Lebensbedingungen.